# Монумент тисячоліттю Лубен

Монумент тисячоліттю Лубен

Монумент тисячоліттю Лубен — монумент у місті Лубнах з нагоди 1000-річчя першої літописної згадки про місто.

## Загальна інформація
Монумент тисячоліттю Лубен розташований у самому центрі міста на Володимирському майдані. Його відкрито 1988 року в зв'язку зі святкуванням 1000-річчя міста Лубни.
Автори — скульптор А. В. Кущ та архітектори М. Й. і О. М. Барановські, В. Г. Штолько.

## Опис
Монумент являє собою архітектурну композицію, яка складається з вертикальної гранітної арки-стели заввишки 12,5 м з тематичними рельєфами та скульптурної групи.
Стела завершується гербом міста Лубни радянської доби й рельєфом «Життя вічне», що зображує молодих батьків з дитиною. Перед нею — двофігурна скульптурна група «Заповідаю Вам», яка в о́бразах могутнього давньоруського воїна та юнака усособлює зв'язок між минулим і майбутнім давнього міста.

## Галерея

Ракурс монумента
Скульптурна група «Заповідаю Вам», фрагмент монумента
Частина стели, барельєфи, фрагмент монумента

## Виноски
1. ↑  У статті в Полтавщина:Енциклопедичний довідник (К.: УЕ, 1992, стор. 476) його названо Лубен тисячоріччю пам'ятний знак

## Джерело
- Лубен тисячоріччю пам'ятний знак // Полтавщина:Енциклопедичний довідник (За ред. А. В. Кудрицького)., К.: УЕ, 1992, стор. 476